# Broughton (Salford)
Pour les articles homonymes, voir Broughton.
Broughton est une banlieue de Salford, dans le Grand Manchester, en Angleterre du Nord-Ouest (Royaume-Uni).